# Sierdce (stacja kolejowa)
Sierdce (ros. Сердце) – stacja kolejowa pomiędzy miejscowościami Sierdce i Pierszyno, w rejonie wielkołuckim, w obwodzie pskowskim, w Rosji. Położona jest na linii Moskwa - Siebież.